# Gilbert Huault
Pour les articles homonymes, voir Huault.
Gilbert Huault, né le 2 janvier 1932 à Paris 14e, où il est mort le 28 août 2013,, est un pédiatre et réanimateur français. Il est notamment fondateur de la réanimation pédiatrique, en 1969, il « a formalisé la conduite à tenir face à un nouveau-né en détresse ».

## Biographie
Interne des hôpitaux de Paris en 1963, il entre dans le service du professeur Stéphane Thieffry à l'hôpital Saint-Vincent-de-Paul de Paris et y pratique pour la première fois la ventilation artificielle sur un nouveau-né atteint d'un tétanos ombilical. L'enfant est sauvé. Un autre suit, atteint d'une poliomyélite. Ce sont les débuts de la ventilation artificielle chez le nouveau-né, technique qui sauvera, tout au long de son existence, plusieurs dizaines de milliers d'enfants d'une mort certaine. Fin 1964 en effet, Gilbert Huault se voit confier par le professeur Thieffry la direction de la première unité de soins intensifs pédiatriques polyvalente de France. Il formera de nombreux pédiatres réanimateurs qui essaimeront en France et dans le monde.
Le dernier article de Gilbert Huault où il relate sa vie professionnelle est paru en janvier 2016 dans : Anesthésie, Analgésie, Réanimation, Samu Notre histoire de 1945 aux années 2000 Tome III Réanimation. Éditions Glyphe p. 223-234.

## Distinction
- Prix Pierre-Royer de la Société française de pédiatrie (2003)